# Chionophila tweedyi
Chionophila tweedyi là một loài thực vật có hoa trong họ Mã đề. Loài này được (Canby & Rose) Hend. mô tả khoa học đầu tiên năm 1900.